# لويزة بوليفية
لويزة بوليفية (الاسم العلمي:Aloysia boliviensis) هو نوع نباتي يتبع جنس اللويزة من فصيلة اللويزية